# Kéyombié Kansolé
 (décembre 2024).
Kéyombié Kansolé, née le 7 juin 1973 à Ninon dans la province du Sanguié, région du Centre-Ouest, est une écrivaine burkinabè. Elle écrit sous la plume de Kéyombié de Kaokeli.

## Biographie

### Enfance et études
Kéyombié Kansolé, naît à Ninon. Elle fréquente l’école primaire de Ninon, puis le provincial de Koudougou, le lycée Mixte Montaigne de Ouagadougou, le Lycée municipal de Koudougou et le groupe Scolaire du Plateau de Ouagadougou. A l’Université Joseph Ki-Zerbo, elle étudie les Lettres Modernes. 

### Carrière professionnelle
Enseignante du primaire depuis 1996 à la suite d’une formation à l’école nationale des enseignants de Loumbila, actuel Institut national de formation des personnels de l’éducation, Kansolé est inspectrice de l’enseignement primaire de l’éducation non formelle depuis 2021. En 2024, elle dédicace son livre intitulé: Mon Regard, un recueil de poèmes.

## Œuvres littéraires
- 2024 : Mon Regard (recueil de poèmes)[4]